# Атанас Попбуров
Атанас Алексов Попбуров (изписване до 1945 година: Атанасъ Алексовъ попъ Буровъ) е български революционер, деец на Върховния македоно-одрински комитет и Вътрешната македоно-одринска революционна организация.

## Биография
Роден е на 18 януари 1860 година в град Берово, тогава в Османската империя, както сам казва „от родители чисти българи“. Завършва IV отделение и работи като строител. Включва се в националноосвободителните борби на българите в Македония още в 1893 година, когато е създадена ВМОРО. Първоначално е куриер, а по-късно е четник във върховистките чети на Софроний Стоянов и Тодор Саев. Участва в сраженията при Голак, Ново село, Готен.
При избухването на Балканската война е в Кюстендил и се записва доброволец в Македоно-одринското опълчение на Българската армия. Служи във 2-ра рота на Кюстендилската дружива, 1-ва рота на 7-а кумановска дружина и участва в боевете при Шаркьой, Фере, Дедеагач, Султан тепе, Злетово и други, като при Дедеагач спасява живота на поручик Петър Стоичков, командир на 3-та рота на дружината. Носител е на орден „За храброст“ IV степен.
След Първата световна война прави опит да се прибере в Берово, но е арестуван и бит от властите, което го принуждава да избяга отново в България. Прибира се в Берово след освобождението на града през април 1941 година.
На 15 април 1943 година, като жител на Берово, подава молба за българска народна пенсия. Молбата е одобрена и пенсията е отпусната от Министерския съвет на Царство България.